# Елизабет фон Саксония-Лауенбург
Елизабет фон Саксония-Лауенбург (на немски: Elisabeth von Sachsen-Lauenburg; * 1489; † сл. 7 април 1542, Залцдерхелден, днес част от Айнбек) от род Аскани, е принцеса от Саксония-Лауенбург и чрез женитба херцогиня на Брауншвайг-Люнебург и княгиня на Брауншвайг-Грубенхаген от 1494 до 1542 г.

## Живот
Дъщеря е на херцог Йохан IV фон Саксония-Лауенбург (1439 – 1507) и съпругата му Доротея фон Бранденбург (1446 – 1519), дъщеря на курфюрст Фридрих II фон Бранденбург (1413 – 1471) и на Катарина Саксонска (1421 – 1476), дъщеря на курфюрст Фридрих I от Саксония.
Елизабет се омъжва на 26 август 1494 г. в Айнбек за Хайнрих IV фон Брауншвайг-Грубенхаген (1460 – 1526) от род Велфи (Стар Дом Брауншвайг), херцог на Брауншвайг-Люнебург и княз на Брауншвайг-Грубенхаген. Бракът остава бездетен.